# 21 сентября
21 сентября — 264-й день года (265-й в високосные годы) по григорианскому календарю.
До конца года остаётся 101 день.
До 15 октября 1582 года — 21 сентября по юлианскому календарю, с 15 октября 1582 года — 21 сентября по григорианскому календарю.
В XX и XXI веках соответствует 8 сентября по юлианскому календарю.

## Праздники и памятные дни
См. также: Категория:Праздники 21 сентября

### Международные
- ООН — Международный день мира.
- Международный день распространения информации о болезни Альцгеймера[2][3].

### Национальные
- Армения — День независимости (1991, от  СССР)[4].
- Белиз — День независимости (1981, от  Великобритании).
- Бразилия — День посадки деревьев.
- Гана — День основателя[англ.] (день рождения первого президента Кваме Нкрума).
- Мальта — День независимости (1964, от  Великобритании).
- Россия — День воинской славы России — день победы русских полков во главе с великим князем Дмитрием Донским над монголо-татарскими войсками в Куликовской битве (1380 год).

### Религиозные
Католицизм
 — Память апостола Левия Матфея;
 — память блаженной Катерины Алипранди.
 Православие
 — Рождество Пресвятой Богородицы;
 — память преподобных Иоанна (1957) и Георгия (1962), исповедников;
 — празднования в честь икон Божией Матери:
- Почаевская (1559);
- «Рождество Богородицы» Сямская (1524);
- «Рождество Богородицы» Исааковская (1659);
- Домницкая (1696);
- Холмская;
- София — Премудрость Божия (Киевская);
- «Рождество Богородицы» Лукиановская (XVI в.);
- «Знамение» Курская-Коренная (1295);
- «Рождество Пресвятой Богородицы» Глинская (Пустынно-Глинская) (XVI в.);
- Леснинская.

### Именины
- Католические[7]: Александр, Евсевий, Иоанн, Иона, Исакий, Ифигения, Ланделин (Ландолин), Матфей, Мелетий, Памфил, Франциск (Франсуа), Екатерина (Катерина), Марк (Марко).
- Православные[8]: Георгий, Иван

## События
См. также: Категория:События 21 сентября
- 1217 — Северные крестовые походы: сражение при Вильянди.
- 1348 — евреи Цюриха обвинены в отравлении родников.
- 1435 — Столетняя война: герцог Бургундии Филипп III Добрый подписал Аррасский договор с королём Франции Карлом VII, разорвав тем самым отношения с Англией.
- 1451 — евреям Голландии велено носить на одежде опознавательные знаки.
- 1525 — магистр Тевтонского ордена Вальтер фон Плеттенберг предоставил Риге полную религиозную свободу.
- 1676 — вступил на престол папа римский Иннокентий XI.
- 1721 — указом Петра I основан первый военный порт в России — Новая Голландия.
- 1776 — начался Великий пожар в Нью-Йорке.
- 1792 — во Франции открыт Национальный конвент и принято «Постановление об отмене монархии».
- 1799 — начался переход русских и австрийских войск под командованием Александра Суворова через Швейцарские Альпы.

### XIX век
- 1810 — Королевский колледж семинария святого Бонавентуры преобразован в Андский университет.
- 1821 — Джозефу Смиту-младшему явился ангел Мороний.
- 1843 — чилийский капитан Джон Уильямс Уильсон поднял чилийский флаг[исп.] в Пуэрто дель Амбре и от имени республики Чили вступил во владение Магеллановым проливом.
- 1846 — Американо-мексиканская война: началась битва при Монтеррее.
- 1860 — в ходе Второй опиумной войны произошло решающее Сражение у моста Балицяо, открывшее англо-французским войскам дорогу на Пекин.
- 1898 — императрица Цыси захватила власть в результате дворцового переворота, закончив Сто дней реформ.

### XX век
- 1920 — Совнарком Украинской ССР ввёл обязательное изучение украинского языка в школах.
- 1921 — взрыв на химическом заводе в Оппау (Германия), около 600 погибших
- 1922 — президент США Уоррен Гардинг поддержал идею создания еврейского государства в Палестине.
- 1923 — в Лейпциге начался судебный процесс над коммунистами по обвинению в поджоге рейхстага.
- 1937 — вышла повесть Дж. Р. Р. Толкина «Хоббит, или Туда и обратно».
- 1938 — Польша потребовала от Чехословакии передачи чешской части Тешинской Силезии, включённой в состав Чехословакии в 1920 году решением Международной конференции в Спа.
- 1940 — открыт Львовский театр оперы и балета.
- 1942 — первый полёт самолёта Boeing B-29 Superfortress
- 1943 — Вторая мировая война: советские войска освободили Чернигов.
- 1944 — Вторая мировая война: Сан-Марино присоединилась к антигитлеровской коалиции.
- 1953 — лейтенант ВВС КНДР Но Гым Сок угнал истребитель МиГ-15 в Южную Корею
- 1955 — первое советское ядерное испытание на Новой Земле, и первое подводное — осуществлено в бухте Чёрная, на глубине 12 метров.
- 1957 — четырёхмачтовый барк «Памир», шедший под флагом ГДР, потерпел крушение у Азорских островов во время урагана «Кэрри»[англ.]; 80 человек погибли[9][10].
- 1962 — после 48 лет отсутствия в Советский Союз с двумя концертами прибыл Игорь Стравинский.
- 1964
  - Мальта обрела независимость от Великобритании.
  - первый полёт самолёта North American XB-70 Valkyrie
- 1965 — Гамбия, Мальдивы и Сингапур стали членами ООН
- 1969 — катастрофа Boeing 727 в Мехико
- 1971 — Бахрейн, Бутан и Катар стали членами ООН
- 1972 — президент Филиппин Фердинанд Маркос объявил в стране чрезвычайное положение и отменил конституцию.
- 1976
  - Сейшельские Острова стали членом ООН.
  - Убийство в Вашингтоне Орландо Летельера, министра в правительстве Сальвадора Альенде в 1973 году.
- 1981 — Белиз получил независимость от Великобритании.
- 1984 — Бруней стал членом ООН.
- 1991 — на референдуме 99 % избирателей проголосовали за независимость Армении.
- 1992 — Постоянный комитет Политбюро ЦК КПК рассмотрел и одобрил постановление «Запросы указаний касательно разработки Китаем программы космических пилотируемых кораблей», дав старт текущему проекту китайской пилотируемой космонавтики «Проект 921», в рамках которого реализуется программа «Шэньчжоу»[11][12].
- 1993
  - Президент России Борис Ельцин подписал указ о роспуске Верховного Совета.
  - Конституционный суд Российской Федерации вынес заключение о неконституционности действий Президента.
  - Битва за Сухуми: абхазские войска сбили самолёт Ту-134, по некоторым данным на борту в том числе находились журналисты.
- 1996 — в США вступил в силу Закон о защите брака, утратил силу в 2022 году.
- 1999 — землетрясение на Тайване, более 2000 жертв.

### XXI век
- 2004
  - Основан Викицитатник на русском языке.
  - В Прибалтике зафиксировано землетрясение[13].
  - Началось строительство Бурдж-Халифа.
- 2013 — теракт в торговом центре Найроби.
- 2022 — вторжение России на Украину: президент России Владимир Путин объявил первую в современной истории страны мобилизацию. В предыдущий раз мобилизация на территории России объявлялась в 1941 году.

## Родились
См. также: Категория:Родившиеся 21 сентября

### До XIX века
- 1415 — Фридрих III (ум. 1493), король Германии (с 1440), император Священной Римской империи (1452—1493).
- 1452 — Джироламо Савонарола (повешен в 1498), итальянский монах, доминиканский проповедник и правитель Флоренции.
- 1640 — Филипп I Орлеанский (ум. 1701), сын Людовика XIII Французского и Анны Австрийской, младший брат Людовика XIV Французского, родоначальник Орлеанской ветви дома Бурбонов.
- 1708 — Антиох Кантемир (ум. 1744), русский поэт-сатирик, дипломат, деятель раннего русского Просвещения.
- 1740 — Иван Лепёхин (ум. 1802), русский учёный-энциклопедист, путешественник, натуралист, академик.
- 1760 — Иван Дмитриев (ум. 1837), русский поэт, баснописец, государственный деятель.

### XIX век
- 1801 — Борис Якоби (ум. 1874), немецкий и русский физик и электротехник, академик, изобретатель электродвигателя, создатель гальванотехники.
- 1826 — Джильберто Гови (ум. 1889), итальянский физик, естествовед и политик.
- 1827 — великий князь Константин Николаевич (ум. 1892), русский государственный деятель.
- 1839 — Леонид Трефолев (ум. 1905), русский писатель, поэт и переводчик, публицист.
- 1853 — Хейке Камерлинг-Оннес (ум. 1926), голландский физик, открывший явление сверхпроводимости, лауреат Нобелевской премии (1913).
- 1866 
  - Шарль Николь (ум. 1936), французский микробиолог, установивший причины сыпного тифа, лауреат Нобелевской премии (1928).
  - Герберт Джордж Уэллс (ум. 1946), английский писатель-фантаст.
- 1868 — Ольга Книппер-Чехова (ум. 1959), актриса МХАТа, жена А. П. Чехова, народная артистка СССР.
- 1871 — Иван Губкин (ум. 1939), русский советский учёный-геолог, основатель нефтяной геологии в СССР.
- 1885 — Анри Беро (ум. 1958), французский писатель и журналист.
- 1895 — Хуан де ла Сьерва (ум. 1936), испанский изобретатель, создатель автожира.
- 1899
  - Николай Анненков (ум. 1999), актёр театра и кино, педагог, народный артист СССР.
  - Борис Аркадьев (ум. 1986), советский футболист и футбольный тренер.

### XX век
- 1904 — Ханс Хартунг (ум. 1989), французский художник.
- 1906 — Адольф Бергункер (ум. 1989), советский кинорежиссёр (фильмы «Мятежная застава», «Отцы и дети» и др.).
- 1908 — Владимир Осенев (ум. 1977), актёр театра и кино, народный артист РСФСР.
- 1909 — Владимир Соловьёв (ум. 1968), актёр театра и кино, народный артист РСФСР.
- 1912 — Чак Джонс (ум. 2002), американский художник-мультипликатор, режиссёр, продюсер.
- 1916 — Зиновий Гердт (ум. 1996), актёр театра и кино, народный артист СССР.
- 1918 — Хуан Хосе Арреола (ум. 2001), мексиканский писатель («Разные измышления», «Конфабуларио» и др.).
- 1920 — Леонид Владимирский (ум. 2015), советский и российский график, художник-иллюстратор, писатель.
- 1929
  - Юз Алешковский (наст. имя Иосиф Ефимович Алешковский) (ум. 2022), русский прозаик, поэт, сценарист, автор-исполнитель песен.
  - Эдгар Вальтер (ум. 2006), эстонский советский писатель, художник-иллюстратор, карикатурист.
- 1934 — Леонард Коэн (ум. 2016), канадский поэт, писатель, певец, автор песен.
- 1935 — Джимми Армфилд (ум. 2018), английский футболист и футбольный тренер, чемпион мира (1966).
- 1936 — Юрий Лужков (ум. 2019), советский и российский политик, государственный деятель, 2-й мэр Москвы (1992—2010).
- 1947
  - Стивен Кинг, американский писатель, фантаст и мистик, «король ужасов».
  - Ольга Остроумова, советская и российская актриса театра и кино, народная артистка РФ.
- 1950
  - Александр Воеводин, советский и российский актёр театра и кино.
  - Билл Мюррей, американский актёр (фильмы «Охотники за привидениями», «День сурка» и др.), кинорежиссёр, сценарист, лауреат премий «Золотой глобус», «Эмми» и др.
- 1951 — Аслан Масхадов (убит в 2005), чеченский политик и военный деятель, президент Республики Ичкерия (1997—2005).
- 1956 — Марта Кауффман, американская сценаристка и продюсер, одна из создателей ситкома «Друзья».
- 1959 — Виктор Вержбицкий, советский и российский актёр театра и кино, телеведущий, народный артист РФ.
- 1961 — Сергей Цивилёв, российский государственный и политический деятель, губернатор Кемеровской области — Кузбасса (2018—2024), министр энергетики Российской Федерации (с 2024).
- 1964 — Владислав Сурков, российский политик, государственный деятель.
- 1965 — Фредерик Бегбедер, французский писатель-прозаик, публицист, литературный критик.
- 1966
  - Ольга Арефьева, советская и российская певица, поэтесса, музыкант, основательница групп «Ковчег» и «KALIMBA».
  - Нечирван Барзани, иракский курдский политик, президент Курдского автономного района (с 2019).
  - Ингра Либерату, бразильская актриса и кинопродюсер.
  - Керрин Ли-Гартнер, канадская горнолыжница, олимпийская чемпионка в скоростном спуске (1992).
- 1967 — Суман Покхрел, непальский поэт, переводчик и художник.
- 1968 — Рики Лейк, американская актриса и телеведущая.
- 1969 — Кёртис Лешишин, канадский хоккеист, обладатель Кубка Стэнли (1996).
- 1971 — Ростислав Хаит, украинский актёр театра и кино, сценарист, продюсер, один из основателей театра «Квартет И».
- 1972 — Лиам Галлахер, британский музыкант, автор песен, вокалист группы Oasis.
- 1973
  - Дриулис Гонсалес, кубинская дзюдоистка, олимпийская чемпионка (1996), трёхкратная чемпионка мира.
  - Вирхиния Руано Паскуаль, испанская теннисистка, экс-первая ракетка мира в парном рейтинге.
- 1976 — Ольга Погодина, актриса театра и кино, продюсер, сценарист, народная артистка России.
- 1979 — Мартина Бек, немецкая биатлонистка, трёхкратная чемпионка мира.
- 1983
  - Мэгги Грейс, американская актриса кино и телевидения.
  - Фернандо Кавенаги, аргентинский футболист.
- 1984 — Анна Кастерова, российская журналистка и телеведущая.
- 1985 — Каролина Банг, испанская актриса театра и кино.
- 1986 — Линдси Стирлинг, американская скрипачка, танцовщица, сценическая артистка и композитор.
- 1989 — Светлана Ромашина, российская спортсменка, 7-кратная олимпийская чемпионка по синхронному плаванию.
- 1990
  - Аль-Фарук Амину, американский баскетболист.
  - Кристиан Серратос, американская актриса и фотомодель.
- 1991 — Степан Марянян, российский борец греко-римского стиля, чемпион мира (2018) и Европы (2019).
- 1992 — Александер Омодт Кильде, норвежский горнолыжник, обладатель Кубка мира, призёр Олимпийских игр (2022).
- 1994
  - Бен Прауд, английский пловец, трёхкратный чемпион мира и Европы.
  - Валерий Морозов, российский регбист.
- 1995 — Бруно Кабокло, бразильский баскетболист.
- 1998 — Тадей Погачар, словенский шоссейный велогонщик.
- 1999 — Александер Исак, шведский футболист.

## Скончались
См. также: Категория:Умершие 21 сентября

### До XIX века
- 19 до н. э. — Публий Вергилий Марон (р. 70 до н. э.), древнеримский поэт.
- 1327 — Эдуард II (р. 1284), английский король из династии Плантагенетов (1307—1327).
- 1558 — Карл V (р. 1500), император Священной Римской империи (1519—1556), первый король единой Испании (1516—1556, как Карл I).
- 1569 — Миколай Рей (р. 1505), польский писатель, музыкант, политик и общественный деятель.
- 1576 — Джироламо Кардано (р. 1501), итальянский математик, механик, врач, философ.

### XIX век
- 1832 — Вальтер Скотт (р. 1771), шотландский писатель.
- 1848 — Александр Михайловский-Данилевский (р. 1789), генерал-лейтенант, сенатор, русский военный писатель и историк, автор первой официальной истории Отечественной войны 1812 года.
- 1860 — Артур Шопенгауэр (р. 1788), немецкий философ, один из первых представителей школы иррационализма.
- 1861 — Константин Масальский (р. 1802), русский писатель, автор исторических романов.
- 1895 — Сильвестро Лега (р. 1826), итальянский художник.

### XX век
- 1905
  - Рудольф Баумбах (р. 1840), немецкий поэт.
  - Николай Бенардос (р. 1842), российский изобретатель, создатель всех видов электрической дуговой сварки.
- 1914 — граф Василий Комаровский (р. 1881), русский поэт Серебряного века.
- 1915 — Мария Савина (р. 1854), русская актриса.
- 1921 — Карл Евгений Дюринг (р. 1833), немецкий философ, социолог, экономист.
- 1933 — Кэндзи Миядзава (р. 1896), японский поэт и автор литературы для детей.
- 1935 — Василий Горячкин (р. 1868), русский советский учёный в области сельскохозяйственных машин.
- 1936 — Антуан Мейе (р. 1866), французский лингвист.
- 1938 — Ивана Брлич-Мажуранич (р. 1874), хорватская детская писательница.
- 1950 — Татьяна Сухотина-Толстая (р. 1864), русская писательница, мемуаристка, старшая дочь Л. Н. Толстого.
- 1957 — Хокон VII (р. 1872), король Норвегии (1905—1957).
- 1971 — Бернардо Альберто Усай (р. 1887), аргентинский физиолог, лауреат Нобелевской премии (1947).
- 1972 — Анри де Монтерлан (р. 1895), французский писатель.
- 1973 — Лидия Русланова (р. 1900), эстрадная певица (контральто), заслуженная артистка РСФСР (1942).
- 1974 — Жаклин Сюзанн (р. 1921), американская писательница, автор «женских» бестселлеров.
- 1981 — Янис Озолиньш (р. 1908), латвийский советский композитор, дирижёр, музыкальный педагог.
- 1982 — Иван Баграмян (р. 1897), Маршал Советского Союза, дважды Герой Советского Союза.
- 1987 — Джако Пасториус (р. 1951), американский джазовый бас-гитарист.
- 1987 — Аймо Ансельм Аалтонен (р. 1906), финский политик-коммунист.
- 1992
  - Александр Альметов (р. 1940), советский хоккеист, олимпийский чемпион (1964), 4-кратный чемпион мира и Европы.
  - Виктор Трегубович (р. 1935), кинорежиссёр, сценарист и актёр, народный артист РСФСР.
- 1999 — Тамара Алёшина (р. 1919), актриса театра и кино, заслуженная артистка РСФСР.

### XXI век
- 2001 — Георгий Полонский (р. 1939), советский и российский сценарист, драматург и поэт.
- 2005 — Мустай Карим (р. 1919), башкирский советский поэт, прозаик, драматург, народный поэт Башкортостана.
- 2006 — Боз Баррелл (р. 1946), английский бас-гитарист («King Crimson», «Bad Company»).
- 2013 — Мишель Бро (р. 1928), канадский кинорежиссёр, оператор, сценарист и продюсер.
- 2014 — Галина Коновалова (р. 1916), советская и российская театральная актриса.
- 2017 — Лилиан Беттанкур (р. 1922), французская предпринимательница, одна из самых богатых женщин мира.
- 2018 — Виталий Масол (р. 1928), советский и украинский партийный и государственный деятель, председатель Совета Министров УССР (1987—1990), премьер-министр Украины (1994—1995).
- 2020 — Артур Эшкин (р. 1922), американский физик, изобретатель, лауреат Нобелевской премии (2018).
- 2024 — Владислав Верестников (р. 1947), советский и российский оперный певец (баритон) и педагог.

## Приметы
Осенины. Рождество Богородицы. Бога́ч. Праздник урожая. В народе — Малая Пречистая.
- Примечали: «Если погода хорошая — осень будет хорошая»[14].
- Осенины — вторая встреча осени. Пасекин день. Убирают пчёл, собирают лук. День луковой слезинки. Земля стремится к белым утренникам. «Всякому лету аминь (конец)». «Бабье лето тишь вспугнуло».
- Осенины встречают у воды. В этот день рано утром женщины выходят к берегам рек, озёр и прудов встречать матушку Осенину с овсяным хлебом. Старшая женщина стоит с хлебом, а молодые вокруг неё поют песни. После чего разламывают хлеб на куски по числу народа и кормят им домашний скот.
- Авелов день. Девушки с именем Алёна, Анастасия, Анна, Антонина не носили косу в этот день, так как искали себе суженого. Если на селе были молодцы с именами на букву Б, Д, Г, то считалось, что брак с ними будет счастливым и неразрывным.
- В старые годы существовал обычай угощения новобрачными своей родни, почему 8 сентября называлось ещё «Поднесеньев день». К новобрачным сходились все родные и знакомые. Таких гостей позыватый приглашал: «Навестить молодых, посмотреть на их житьё-бытье и поучить их уму-разуму». После сытного обеда молодая хозяйка показывала в доме все своё хозяйство. Гости, по обыкновению, должны были хвалить и учить уму-разуму. Хозяин водил гостей на двор, показывал им в амбарах жито, в сараях летнюю и зимнюю упряжь, а в саду угощал пивом из бочонка.